# Veni, vidi, vici
Veni, vidi, vici (poslovenjeno Prišel, videl, zmagal) je latinska besedna zveza, s katero se označuje hitro in dokončno zmago. Besedno zvezo popularno pripisujejo Juliju Cezarju, ki jo je, po navedbah Apijana, uporabil v pismu rimskemu senatu okoli leta 47 pr. n. št., potem ko je dosegel hitro zmago v kratki vojni proti Farnaku II. Pontskemu v bitki pri Zeli (današnji Zile, Turčija).
Stavek je Cezarju pripisan tudi v Plutarhovem Cezarjevem življenju in Svetonijevem Življenju dvanajstih cezarjev: Julij. Plutarh piše, da ga je Cezar uporabil v poročilu svojemu rimskemu prijatelju Amanciju, Svetonij pa navaja, da je Cezar te tri besede izrekel med svojim pontskim triumfom.

## Aluzije in navedbe
Fraza Veni, vidi, vici se v več različicah pogosto citira in uporablja tudi v glasbi, umetnosti, književnosti in zabavi. 
Od časa Cezarja se ta izraz najpogosteje uporablja v vojaškem kontekstu. Poljski kralj Jan III. Sobieski je nanj namigoval po bitki za Dunaj v 17. stoletju z besedami Venimus, vidimus, Deus vicit - Prišli, videli, Bog je zmagal.
Stavek je bil uporabljen tudi v glasbi, tudi v dobro znanih delih. Uvod Händlove opere Giulio Cesare iz leta 1724 vsebuje vrstico: Curio, Cesare venne, e vide e vinse (Curio, Cezar je prišel, videl in zmagal). V popularni glasbi se pričakuje, da občinstvo pozna izvirni citat, zato se pogosto uporablja v spremenjenih  različicah. V naslovni pesmi v  muzikalu Mame se glasi  Prišla si, videla in zmagala (angleško You came, you saw, you conquered). Podobno se glasi tudi v pesmi Te neumne reči (These Foolish Things) iz leta 1936 in naslovu albuma švedske skupine The Hives. 
Besedna zveza se pogosto navaja tudi v književnosti in filmu. Naslov pesnitve francoskega pesnika Victorja Hugoja, napisane po smrti njegove hčerke Leopoldine pri 19 letih leta 1843,  se glasi Veni, vidi, vixi (Prišel, videl, živel). Peter Venkman, eden od protagonistov v filmu Izganjalci duhov iz leta 1984, postreže s šaljivo različico: Prišli smo, videli in ga brcnili v rit.  Ta različica je bila med 400 nominiranci za sto najizvirnejših citatov v filmu.